# Entracte
Der Ausdruck Entracte oder Entr’acte (frz.: Zwischenakt), deutsch Zwischenaktmusik, bezeichnet die Instrumentalmusik, die in der Pause zwischen den Akten oder Bildern eines Schauspiels, Musicals oder einer Oper gespielt wird, während der Hauptvorhang geschlossen ist. 
Manchmal überbrückt eine solche Musik eine Umbaupause zum Wechsel der Dekoration, manchmal signalisiert sie das Ende einer Pause. Die Entracte-Musik hat eine ähnliche Funktion wie die Ouvertüre. Auch in der Zirkusmusik nennt man die eröffnende Musik nach der Pause Entracte. Manchmal bereitet eine solche Musik die Stimmung der folgenden Handlung oder eines neuen Bühnenbilds vor, manchmal ist sie ganz unabhängig von der Aufführung. Im 19. Jahrhundert wurden mitunter Sätze von Solokonzerten als Zwischenaktmusik gespielt, um einzelnen Orchestermusikern die Gelegenheit zu geben, sich als Solisten zu profilieren. 
Gustav Schilling erwähnt um 1840 das gewöhnlich geringe Ansehen dieser Musikdarbietungen als Hintergrundmusik: „Unsere Musikalienverzeichnisse reden fast wenig noch vom Entr’acte, und in den Theatern wählt man jedes beliebige, das erste, das beste, Tonstück dazu.“
Manche Entracte-Musiken werden auch unabhängig vom Bühnenstück, für das sie geschrieben wurden, im Konzertsaal gegeben, wie die Bühnenmusik von Franz Schubert zum romantischen Schauspiel Rosamunde von Helmina von Chézy (1823) oder die Entractes aus Georges Bizets Oper Carmen (1875), jeweils dargeboten als Suite.
In einem ganz weiten Sinn kann Entracte ein Synonym für Intermezzo (Oper) sein, also auch tänzerische und szenische Darbietungen umfassen. In Alban Bergs Oper Lulu (1937) kommt ein imaginärer, musikalisch dargestellter Film als „Entracte“ vor. Ein wirklicher Film als Entr’acte ist das gleichnamige Werk von René Clair zu einer Musik von Eric Satie (1924), der zwischen den Akten des Balletts Relâche, Libretto von Francis Picabia, Musik ebenfalls von Satie, gezeigt wurde.